# Lobelia graniticola
Lobelia graniticola är en klockväxtart som beskrevs av Franz Elfried Wimmer. Lobelia graniticola ingår i släktet lobelior, och familjen klockväxter. Inga underarter finns listade i Catalogue of Life.